# 利沃尼亚 (路易斯安那州)
利沃尼亚（英語：Livonia），是美国路易斯安那州下属的一座城市。根据2010年美国人口普查，该市有人口1,442人。建置上，属于“town”。